# Discografia di Hank Williams Jr.
Hank Williams Jr. è considerato uno dei più importanti cantautori degli Stati Uniti.
È noto per le sue canzoni di musica country, genere che spesso fonde con altri generi musicali come il rock and roll, il rockabilly, il southern rock e molti altri.
Nella sua carriera, cominciata nel 1964, Hank ha pubblicato più di 80 album tra studio, live e raccolte.

## Album in studio

### Anni ‘60
| Anno | Titolo                                                            | Classifiche | Classifiche |
| Anno | Titolo                                                            | US Country  | US          |
| ---- | ----------------------------------------------------------------- | ----------- | ----------- |
| 1964 | Hank Williams Jr. Sings the Songs of Hank Williams                | 12          | —           |
| 1964 | Your Cheatin' Heart                                               | 5           | 16          |
| 1964 | Connie Francis and Hank Williams Jr. Sing Great Country Favorites | —           | —           |
| 1965 | Father & Son                                                      | 8           | 139         |
| 1965 | Ballads of the Hills and Plains                                   | —           | —           |
| 1966 | Blues My Name                                                     | —           | —           |
| 1966 | Country Shadows                                                   | 33          | —           |
| 1966 | Hank Williams/Hank Williams Jr. Again                             | 38          | —           |
| 1967 | My Own Way                                                        | 42          | —           |
| 1968 | A Time to Sing                                                    | 12          | 189         |
| 1969 | Luke the Drifter Jr.                                              | 20          | —           |
| 1969 | Songs My Father Left Me                                           | 1           | 164         |
| 1969 | Luke the Drifter Jr. - Vol. 2                                     | —           | —           |
| 1969 | Sunday Morning                                                    | —           | —           |

### Anni ‘70
| Anno | Titolo                                           | Classifiche | Classifiche |
| Anno | Titolo                                           | US Country  | US          |
| ---- | ------------------------------------------------ | ----------- | ----------- |
| 1970 | Hank Williams Jr. Singing My Songs (Johnny Cash) | 32          | —           |
| 1970 | Removing the Shadow                              | 21          | —           |
| 1971 | All for the Love of Sunshine                     | 10          | —           |
| 1971 | I've Got a Right to Cry                          | 23          | —           |
| 1972 | Eleven Roses                                     | 6           | —           |
| 1972 | Send Me Lovin' and a Whole Lotta Loving          | 35          | —           |
| 1973 | The Legend of Hank Williams in Song and Story    | 17          | —           |
| 1973 | After You, Pride's Not Hard to Swallow           | 20          | —           |
| 1974 | The Last Love Song                               | 17          | —           |
| 1974 | Living Proof                                     | 31          | —           |
| 1974 | Insights into Hank Williams in Song and Story    | 37          | —           |
| 1975 | Bocephus                                         | 41          | —           |
| 1975 | Hank Williams Jr. and Friends                    | 17          | —           |
| 1977 | One Night Stands                                 | 33          | —           |
| 1977 | New South                                        | 36          | —           |
| 1979 | Family Tradition                                 | 3           | 201         |
| 1979 | Whiskey Bent and Hell Bound                      | 5           | —           |

### Anni ‘80
| Anno | Titolo             | Classifiche | Classifiche |
| Anno | Titolo             | US Country  | US          |
| ---- | ------------------ | ----------- | ----------- |
| 1980 | Habits Old and New | 4           | 154         |
| 1981 | Rowdy              | 2           | 82          |
| 1981 | The Pressure Is On | 5           | 76          |
| 1982 | High Notes         | 3           | 123         |
| 1983 | Strong Stuff       | 7           | 64          |
| 1983 | Man of Steel       | 3           | 116         |
| 1984 | Major Moves        | 1           | 100         |
| 1985 | Five-O             | 1           | 72          |
| 1986 | Montana Cafe       | 1           | 93          |
| 1987 | Born to Boogie     | 1           | 28          |
| 1988 | Wild Streak        | 1           | 55          |

### Anni ‘90
| Anno | Titolo                              | Classifiche | Classifiche |
| Anno | Titolo                              | US Country  | US          |
| ---- | ----------------------------------- | ----------- | ----------- |
| 1990 | Lone Wolf                           | 2           | 71          |
| 1991 | Pure Hank                           | 8           | 50          |
| 1992 | Maverick                            | 7           | 55          |
| 1993 | Out of Left Field                   | 25          | 121         |
| 1995 | Hog Wild                            | 14          | 92          |
| 1996 | A.K.A. Wham Bam Sam                 | 40          | —           |
| 1996 | Three Hanks: Men with Broken Hearts | 29          | 167         |
| 1999 | Stormy                              | 21          | 162         |

### Dal ‘2000 ad oggi
| Anno | Titolo                      | Classifiche | Classifiche |
| Anno | Titolo                      | US Country  | US          |
| ---- | --------------------------- | ----------- | ----------- |
| 2002 | The Almeria Club Recordings | 9           | 112         |
| 2003 | I'm One of You              | 24          | 166         |
| 2009 | 127 Rose Avenue             | 7           | 19          |
| 2012 | Old School New Rules        | 4           | 12          |
| 2016 | It's About Time             | 2           | 15          |
| 2022 | Rich White Honky Blues      | 22          | 183         |

## Raccolte

### Anni ‘60 e ‘70
| Anno | Titolo                                    | Classifiche |
| Anno | Titolo                                    | US Country  |
| ---- | ----------------------------------------- | ----------- |
| 1968 | The Best of Hank Williams Jr.             | 33          |
| 1969 | Greatest Hits                             | 7           |
| 1972 | Hank Williams Jr.'s Greatest Hits Vol. II | 15          |
| 1976 | Fourteen Greatest Hits                    | 29          |

### Anni ‘80 e ‘90
| Anno | Titolo                                                        | Classifiche | Classifiche |
| Anno | Titolo                                                        | US Country  | US          |
| ---- | ------------------------------------------------------------- | ----------- | ----------- |
| 1982 | Hank Williams Jr.'s Greatest Hits                             | 5           | 135         |
| 1985 | Hank Williams Jr.'s Greatest Hits, Vol. 2                     | 1           | 183         |
| 1989 | Hank Williams Jr.'s Greatest Hits, Vol. 3                     | 1           | 61          |
| 1990 | America (The Way I See It)                                    | 11          | 116         |
| 1992 | The Best of Hank & Hank                                       | 44          | 179         |
| 1992 | Living Proof: The MGM Recordings 1963-1975                    | —           | —           |
| 1992 | Those Tear Jerking Songs                                      | —           | —           |
| 1992 | The Best of Hank Williams, Jr. Volume One: Roots and Branches | —           | —           |
| 1993 | Hank Williams, Jr.'s Greatest Hits                            | 55          | 101         |
| 1993 | Tribute to My Father                                          | —           | —           |
| 1995 | 20 Hits Special Collection, Vol. 1                            | —           | —           |
| 1998 | Early Years, Vol. 1                                           | —           | —           |
| 1998 | Early Years, Vol. 2                                           | —           | —           |
| 1999 | The Complete Hank Williams Jr.                                | —           | —           |

### Dal ‘2000 ad oggi
| Anno | Titolo                                                        | Classifiche | Classifiche |
| Anno | Titolo                                                        | US Country  | US          |
| ---- | ------------------------------------------------------------- | ----------- | ----------- |
| 2000 | The Bocephus Box                                              | —           | —           |
| 2006 | That's How They Do It in Dixie: The Essential Collection      | 3           | 16          |
| 2008 | Hank Jr.: Collector's Edition                                 | 55          | —           |
| 2009 | Hank Jr. Sings Hank Sr.                                       | —           | —           |
| 2012 | Best Of: All My Rowdy Friends                                 | 23          | 153         |
| 2015 | 35 Biggest Hits                                               | 16          | 121         |
| 2016 | A Country Boy Can Survive (Box Set)                           | 50          | —           |
| 2017 | All My Rowdy Friends Are Coming Over : Great Tailgating Songs | —           | —           |
| 2018 | The Biggest Hits of Hank Williams Jr.                         | —           | —           |

## Album dal vivo
| Anno | Titolo            | Classifiche | Classifiche |
| Anno | Titolo            | US Country  | US          |
| ---- | ----------------- | ----------- | ----------- |
| 1969 | Live at Cobo Hall | 4           | 154         |
| 1987 | Hank Live         | 1           | 71          |